# Lloyd LP 250
Der Lloyd LP 250 ist ein Kleinwagen der Lloyd Motoren Werke G.m.b.H. in Bremen. Fahrwerk und Karosserie entsprechen weitestgehend denen des Lloyd LP 400. Wesentlicher Unterschied ist der auf 251 cm³ verkleinerte Zweizylinder-Zweitaktmotor (Zylinderbohrung 50 mm statt 62 mm), dessen Leistung mit 11 PS (8,1 kW bei 5000/min) noch geringer ausfällt als die des ohnehin schon schwachen LP 400. 
Der Lloyd LP 250 wurde „Prüfungsangstauto“ genannt, da er mit dem bis 1954 ausgegebenen Führerschein der Klasse 4 („Fahrzeuge … bis 250 cm³“) gefahren werden durfte. Bei Einführung dieser Führerscheinklasse dachte wahrscheinlich niemand an viersitzige Personenkraftwagen mit derart geringem Hubraum.
Wie der Lloyd 400 hatte der LP 250 einen Zentralrohrrahmen, Frontantrieb und einzeln an Querblattfedern aufgehängte Vorderräder. Der Motor und ein nicht synchronisiertes Dreiganggetriebe mit Krückstockschaltung waren nebeneinander quer vor der Vorderachse eingebaut. Hinten hatte der Wagen eine Pendelachse mit Längsblattfedern.
Anders als der Lloyd 400 war der Lloyd mit 250-cm³-Motor nur als Limousine erhältlich. Daher trägt er stets die Zusatzbezeichnung LP.
Als der Lloyd LP 250 im Juni 1956 angeboten wurde, kostete er 2.980,00 DM, allerdings mit einer gegenüber dem LP 400 verringerten Ausstattung ohne Radkappen, Stoßstangen, Dachhimmel und Rücksitzbank. Diese Teile konnten nachgerüstet werden. Die Heizung war standardmäßig eingebaut, wurde aber mit 60,00 DM extra berechnet, um den Preis unter 3000,00 DM zu halten. In Vollausstattung (LP 250 V), die ab April 1957 ausschließlich erhältlich war, kostete der Wagen 3.350,00 DM einschließlich Heizung bzw. genauso viel wie der LP 400.
3768 LP 250 bzw. LP 250 V wurden gebaut.